# Новозаводская улица (Москва)
Новозаводская улица (до 11 июля 1958 года — Улица Первомайский посёлок и Почтовая улица) — улица в Западном административном округе Москвы. Располагается на месте существовавшего на этом месте села Покровское-Фили.

## Происхождение названия
Названа 11 июля 1958 года Решением Исполнительного комитета Московского городского Совета депутатов трудящихся № 40/11 путем переименования Почтовой улицы и улицы Первомайский посёлок «(от путей Калининской ж. д. до Фильского шоссе)» в связи с промышленным развитием прилегающего района.

## Описание
Улица по своей сути тупиковая — начинается от железнодорожной станции «Фили» Белорусского направления МЖД и заканчивается у берега Москвы реки напротив Нижних Мневников.
В своём начале имеет подземный переход под железнодорожными путями Белорусской железной дороги, что позволяет выйти на улицу 1812 года и по ней к Бородинской панораме и Кутузовскому проспекту.
Улица недалеко от церкви Покрова в Филях пересекает Большую Филёвскую улицу. В самом начале к Новозаводской улице слева примыкает Багратионовский проезд. После перекрестка с Большой Филёвской улицей — справа примыкает Береговой проезд, а слева — Физкультурный проезд и улица Барклая. Начиная от Берегового проезда и до самого конца по правой стороне идет территория завода им. Хруничева. После пересечения с улицей Барклая по левой стороне идёт территория Филёвского парка.

## Примечательные здания и сооружения

### Чётная сторона
- № 6 — Церковь Покрова в Филях
- № 8/8 к. 5 — жилой четырёхэтажный дом П-образной формы в плане, построенный в 1929 году в стиле конструктивизма, жилого массива посёлок Первомайский[2]
- № 8/8 к. 6 — жилой четырёхэтажный дом П-образной формы в плане, построенный в 1930 году в стиле конструктивизма, жилого массива посёлок Первомайский[2]
- № 12/11 — фабрика-кухня посёлка Первомайский при Заводе № 22, состоящее из нескольких объёмов, один из которых — остеклённый цилиндр, построено 6 апреля 1932 года[2] (вторая фабрика-кухня, построенная в Москве). Для украшения интерьеров монументальные росписи выполняла бригада художников: А. А. Дейнека (пано «Гражданская авиация» («Комсомол и авиация»)), Ф. В. Антонов, П. В. Вильямс, Г. Г. Нисский, С. Я. Адливанкин, В. Г. Одинцов.[3] В настоящий момент внутри располагается Комбинат питания ГКНПЦ им. М.В. Хруничева «Космос»
- № 14/2 — Клиника Космического Государственного Центра
- № 18 — Государственный космический научно-производственный центр имени М. В. Хруничева. Около здания установлен памятник М. В. Хруничеву (скульптор М. С. Алещенко, архитектор М. Д. Наседкин)[1].
- № 18 — Техникум Космического Машиностроения
- № 18А — Экологический центр ГКНПЦ им. М. В. Хруничева.

### Нечётная сторона
- № 11/5 — Федеральная таможенная служба (ФТС России) — бывшее Московское суворовское военное училище
- № 13 — жилой четырёхэтажный дом I-образной формы в плане, построенный в 1932 году в стиле конструктивизма, жилого массива посёлок Первомайский[2], одним торцом вплотную примыкает к дому ул. Большая Филёвская, 10
- № 15 к. 2 — жилой четырёхэтажный дом I-образной формы в плане, построенный в 1931 году в стиле конструктивизма, жилого массива посёлок Первомайский[2]
- № 17 к. 1 — жилой четырёхэтажный дом I-образной формы в плане, построенный в 1932 году в стиле конструктивизма, жилого массива посёлок Первомайский.[2] На торце здания, выходящим на Новозаводскую улицу, под слоем краски скрыто панно 1930-х годов с изображением аэропланов и цитатой из речи И. В. Сталина[4]
- № 27 — Дворец культуры имени Горбунова (1927—1939, архитектор Я. А. Корнфельд)[1].
- № 27 — Спорткомплекс «Фили»
- № 27А — Институт Современного Искусства

## Перспективы развития
На 2024 год: идёт строительство моста, который соединит улицу со средней частью Мнёвниковской поймы. Запуск моста в эксплуатацию намечен на 2025 год.

## Транспорт
По улице проходят автобусы 69, 73, 116, 152, 178, 218, 366, 470, 653, 653к, с369.

### Ближайшие станции метро
- «Фили» — расположена в самом начале улицы.